# Papila fungiforme

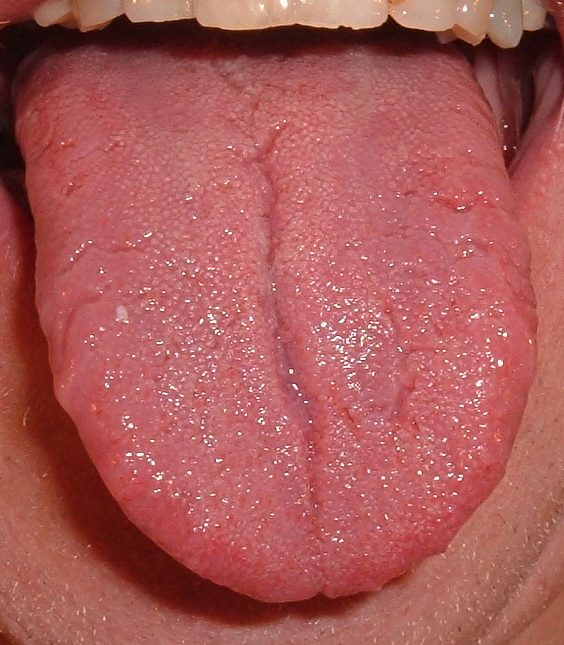
Língua humana: Posterior - Papilas circunvaladas, Bordas - Papilas foliáceas, Anterior - Papilas fungiformes

As papilas fungiformes são estruturas presentes na língua e que receberam essa denominação por assemelharem-se a fungos, em especial a cogumelos (aparência histológica). Elas possuem poucos botões gustativos e estão distribuídas irregularmente entre as papilas da língua </ref>